# Automobilklub Beskidzki
Automobilklub Beskidzki – polskie stowarzyszenie powstałe w 1976 r. Jest organizacją społeczną powołaną w celu popularyzowania sportu, turystyki, nawigacji motorowej i historii motoryzacji, opieki i ochrony pojazdów zabytkowych, podnoszenia kultury motoryzacyjnej i bezpieczeństwa ruchu drogowego oraz niesienia pomocy osobom poszkodowanym w wypadkach komunikacyjnych. Siedzibą władz Automobilklubu jest Bielsko-Biała. Jest on członkiem rzeczywistym Polskiego Związku Motorowego. Od 2004 r. ma status organizacji pożytku publicznego.
W strukturach automobilklubu działają komisje:
- sportu samochodowego
- pojazdów zabytkowych
- caravaningu
- kierowców niepełnosprawnych
- turystyki motorowej
- fanów VW
- ratowników drogowych i bezpieczeństwa ruchu drogowego

Od 2006 r. Automobilklub Beskidzki prowadzi Muzeum Motoryzacji w Bielsku-Białej, gromadzące zabytkowe samochody i motocykle.
Organizuje także coroczne imprezy odbywające się zarówno w Bielsku-Białej, jak i innych miejscowościach regionu:
- Beskidzki Rajd Pojazdów Zabytkowych (od 1977) – jeden z największych w Polsce zlotów miłośników starych samochodów, którego centralnym punktem jest pokaz na bielskim pl. Ratuszowym
- Beskidzkie Mistrzostwa Kierowców Amatorów
- Beskidzki Wyścig Górski na trasie o długości 4,5 km z Międzybrodzia Żywieckiego na Żar

Przy Automobilklubie Beskidzkim działa od 2007 r. Bielski Klub Miłośników Syren, który od 2008 r. co roku organizuje Bielski Rajd Syren oraz bierze udział w Syreniadach.
Aktualnym prezesem jest Ryszard Wach, a wiceprezesami – Jacek Balicki (dyrektor Muzeum Motoryzacji), Patryk Matlak i Mateusz Buchtyar.